# Leptaulax andamanarum
Leptaulax andamanarum is een keversoort uit de familie Passalidae. De wetenschappelijke naam van de soort is voor het eerst geldig gepubliceerd in 1905 door Zang.